# Ferrocarril del Noroeste de México

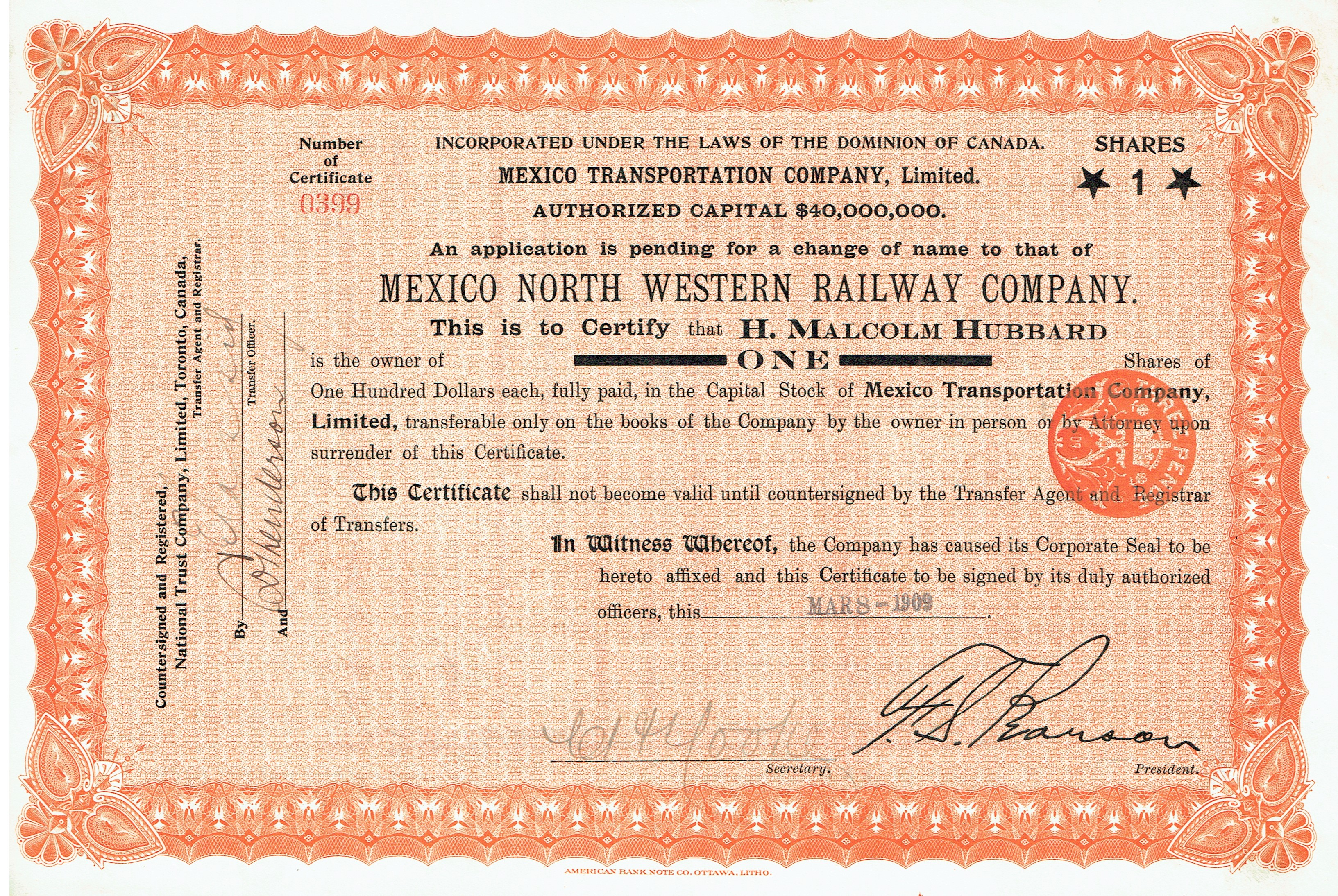
Participación canadiense del Ferrocarril Noroeste de México, emitida el 8 de marzo de 1909.

El Ferrocarril del Noroeste de México fue un ferrocarril que operaba en México entre Ciudad Juárez y Chihuahua, vía Nuevo Casas Grandes en la parte occidental del estado de Chihuahua. Antes de 1909, se conocía como Ferrocarril Río Grande, Sierra Madre y Pacífico. Fue construido con capital mayoritariamente canadiense para poder llegar a las operaciones madereras y mineras. Su operación subsidiaria, El Paso Southern, se extendió a los Estados Unidos en El Paso, Texas. En 1954 el ferrocarril se fusionó con los Ferrocarriles Nacionales de México y El Paso Southern se vendió a la Southern Pacific. Durante los últimos años de funcionamiento (1947-1954), el ferrocarril estuvo controlado por el magnate de los túneles "Subway Sam" Rosoff, quien también controlaba grandes intereses madereros a lo largo de la ruta.
Debido a la cantidad de actividad minera en esta línea, sus trenes fueron ocasionalmente víctimas de intentos de atraco, sobre todo por parte del revolucionario mexicano Pancho Villa, quien en 1913 asaltó un tren que transportaba plata y logró retener a un empleado de Wells Fargo para pedir rescate. En enero de 1916, asaltantes asociados con Villa detuvieron un tren MNW y masacraron a 18 empleados estadounidenses de la empresa ASARCO.
Durante la expedición punitiva encabezada por el general estadounidense John J. Pershing en 1916 para intentar capturar a Pancho Villa, el uso del ferrocarril para transportar suministros fue un punto de discordia entre la expedición estadounidense y el gobierno provisional mexicano de Venustiano Carranza. Las tropas estadounidenses emplearon "trenes de camiones" para suministrar tropas debido a la negativa de Carranza a permitir a los estadounidenses el uso de la línea ferroviaria.
Actualmente, la mayor parte del antiguo MNW no está en uso; lo que se está utilizando ahora es parte de Ferromex.